# کش مانی رکوردز
کش مانی رکوردز (به انگلیسی: Cash Money Records) یک شرکت آمریکایی نشر آثار موسیقی است که در سال ۱۹۹۰ توسط برادران ویلیامز (برایان و رونالد) بنیان‌گذاشته شد. امروزه بیشتر این شرکت را یونیورسال موتون ریپابلیک گروپ قدیم می‌نامند.

## اعضای کنونی
- بردمن
- بلوفیس
- هات بویز
- لیل توئیست
- نیکی میناژ
- گودا گودا
- مک مین
- پاریس هیلتون

## اعضای پیشین
- دریک
- لیل وین
- دی جی خالد
- تایگا (رپر)